# Rüti bei Riggisberg
Rüti bei Riggisberg es una localidad suiza de la comuna de Riggisberg. Situada en el distrito de Seftigen, al centro-oeste del cantón de Berna. 
El 26 de marzo de 2007 la asamblea comunal decidió aceptar la fusión con la vecina comuna de Riggisberg. La fusión pasó a ser efectiva a partir del 1 de enero de 2009.

## Geografía
Rüti bei Riggisberg se encuentra situada en el Oberland bernés, cerca de los Alpes berneses. La localidad limita al norte con la comuna de Rüeggisberg y la localidad de Riggisberg, al este con Burgistein y Wattenwil, al sur con Blumenstein y Rüeggisberg, y al oeste con Rüschegg.
La localidad se encuentra a 823 m s. n. m., a 14 kilómetros al este de la ciudad de Thun. A la antigua comuna pertenecían la villa de Oberplötsch y el Gurnigelbad.

## Historia
La primera mención del sitio tuvo lugar en 1345 bajo el nombre de Rüti; a partir de 1429 la mención de Rüttin también fue registrada. El nombre del sitio viene de la palabra en antiguo Hochdeutsch riod (Rodung).
Durante la Edad Media Rüti bei Riggisberg estuvo bajo la señoría de Riggisberg, la cual a partir de 1387 tuvo la particularidad de ser una señoría libre y de pertenecer igualmente a una familia noble del momento. Tras la introducción de la República Helvética en 1798, Rüti bei Riggisberg perteneció al distrito de Seftigen, y a partir de 1803 a la prefectura de Seftigen, la cual con la introducción de la nueva constitución cantonal tomó el estatus de distrito. El pueblo no posee iglesia propia, pertenece a la comuna eclesiástica de Riggisberg.
El pueblo era conocido por sus baños termales, los cuales fueron descubiertos desde el siglo XVI. En el siglo XIX el Gurnigelbad era conocido internacionalmente y era visitado por turistas de toda Europa que venían a hacerse una cura. En 1942 los baños fueron reglamentados.

## Economía
Rüti bei Riggisberg fue hasta mediados del siglo XX un pueblo fuertemente ligado a la agricultura. Aún hoy la producción de leche, la ganadería, así como la industria forestal tienen un papel importante en la estructura ocupacional de la población. Otras fuentes de trabajo se encuentran distribuidas en pequeñas industrias. 
La región alrededor de Rüti bei Riggisberg, principalmente el Gurnigelbad, es un apreciado lugar de reposo y excursión de Berna y Thun. Los altos del Gurnigelberg son el punto de partida de las excursiones en la zona del Gantrisch. Además, en invierno la región es ideal para la práctica de deportes de invierno como el esquí.

## Población
A finales de 2007 pertenecían a Rüti bei Riggisberg 411 habitantes. De esta cantidad, 98,9% es de lengua materna alemana, 0,7% francesa y 0,4% portuguesa (estado en el año 2000). El número de habitantes de Rüti bei Riggisberg en 1850 se elevaba a 520 habitantes, en 1900 498 habitantes. Durante el siglo XX, el número de habitantes osciló hasta 1970 entre 490 y 570 personas. Luego sigue un momento de gran emigración, con un descenso hasta 1980 de 429 habitantes. Desde entonces ha habido pocas fluctuaciones de población.
- Datos: Q662391
- Multimedia: Rüti bei Riggisberg / Q662391